# Ferrokarbonatit
Ferrokarbonatite sind magmatische Gesteine, die zur Gruppe der Karbonatite gehören. Sie bestehen zu mehr als 50 Volumenprozent aus eisenreichen Carbonaten.

## Definition

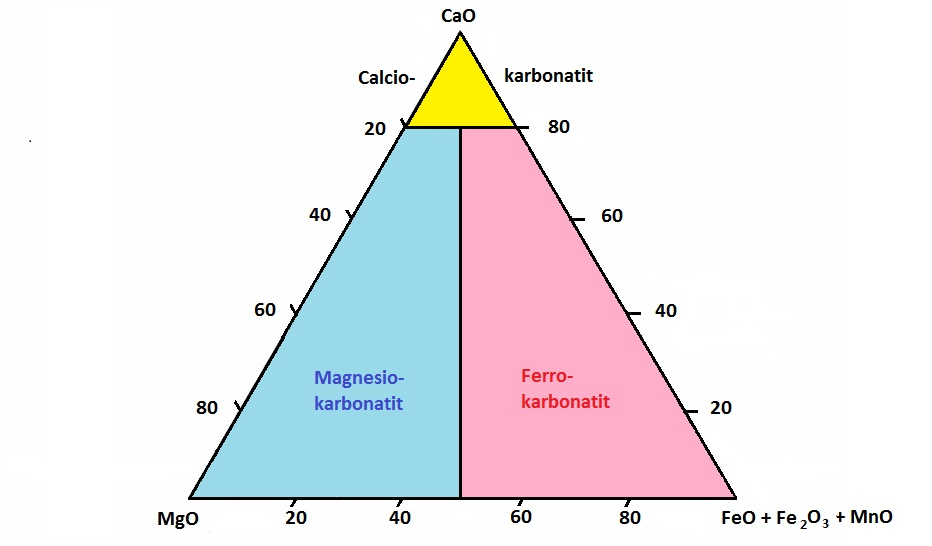
Klassifikitionsdiagramm der Karbonatite nach Woolley (1989), in Rot das Ferrokarbonatitfeld

Ferrokarbonatite werden auf zweierlei Weise definiert:
- über den modalen Mineralbestand als Karbonatit, der zu mehr als 50 Volumenprozent aus eisenreichem Karbonat besteht.
- über die chemische Zusammensetzung als eine Karbonatitvarietät, die bei einem SiO2-Gehalt von weniger als 20 Gewichtsprozent die Gewichtsprozentrelationen
  - CaO/(CaO+MgO+FeO+Fe2O3+MnO)<0,8
  - MgO<(FeO+ Fe2O3+MnO)

erfüllt.

## Mineralogie
Hauptminerale von Ferrokarbonatiten sind die Carbonate Ankerit, eisenreicher Dolomit, Siderit und auch Calcit.
Diese werden begleitet von Magnetit, Hämatit, Ilmenit, Goethit, eisenreichem Phlogopit, Chlorit, Apatit, Allanit, Pyrit, Chalkopyrit, Quarz, Albit, Mikroklin,  Na-Amphibol und Aegirin.
Als Akzessorien fungieren Monazit, Pyrochlor, Bastnäsit, Melilith, Cancrinit, Analcim und Lamprophyllit. Spurenweise können auch Baryt, Cerit, Fluorit, Halit, Sylvin, Sphalerit, Molybdänit und Galenit (auch Bleiglanz) vorhanden sein. Sehr selten anzutreffen sind die Carbonate Ankylit, Parisit und Synchysit sowie Aeschynit, Monazit, Thorit und Uraninit.

## Chemische Zusammensetzung
Folgende Tabelle soll die chemische Zusammensetzung von Ferrokarbonatiten verdeutlichen:
| Gew. % | Durchschnittsferrokarbonatit | Ferrokarbonatitgänge Swartbooisdrif | Ferrokarbonatit (Le Bas, 1981): | Ferrokarbonatit Kangankunde | Ferrokarbonatit Mount Homa |
| SiO2   | 4,70                         | 1,43                                | 1,49                            | 3,24                        | 0,83                       |
| TiO2   | 0,42                         | 0,25                                | 0,22                            | 0,00                        | 0,07                       |
| Al2O3  | 1,46                         | 0,42                                | 1,11                            | 0,20                        | 0,65                       |
| Fe2O3  | 12,72                        | 21,54                               | 6,97                            | 11,50                       | 11,00                      |
| MnO    | 1,65                         | 2,43                                | 1,58                            | 5,18                        | 5,53                       |
| MgO    | 6,05                         | 7,98                                | 1,62                            | 10,74                       | 0,36                       |
| CaO    | 32,77                        | 27,06                               | 46,29                           | 25,85                       | 43,60                      |
| Na2O   | 0,39                         | 0,25                                | 0,34                            | 0,00                        | 0,05                       |
| K2O    | 0,39                         | 0,00                                | 0,22                            | 0,00                        | 0,06                       |
| P2O5   | 1,97                         | 0,01                                | 1,63                            | 1,27                        | 0,42                       |
| CO2    | 30,74                        | 35,38                               | 33,97                           | 32,62                       | 30,42                      |
| BaO    | 3,25                         | 0,02                                | 1,93                            | 2,48                        | 4,00                       |
| SrO    | 0,88                         | 0,52                                | 0,12                            | 0,73                        | 0,07                       |
| REEO   | 1,04                         |                                     |                                 | 2,82                        | 1,50                       |

Ferrokarbonatite sind Endglieder der karbonatitischen Differentiationsreihe Sövit-Alvikit-Beforsit-Ferrokarbonatit bzw. Calcitkarbonatit-Dolomitkarbonatit (Magnesiokarbonatit)-Ferrokarbonatit, welche in der Abfolge der vorherrschenden Karbonatmineralien (Calcit-Dolomit-Ankerit-Siderit) ihren Ausdruck findet. Sie zeichnen sich im Vergleich zu Calcitkarbonatiten durch eine Anreicherung folgender Komponenten aus:
- SiO2: von 2,72 Gewichtsprozent bei Calcitkarbonatiten auf 4,70 Gewichtsprozent bei Ferrokarbonatiten
- TiO2: von 0,15 auf 0,42 Gewichtsprozent
- Eisenoxide: von 3,26 auf 12,72 Gewichtsprozent
- MnO: von 0,52 auf 1,65 Gewichtsprozent
- BaO: von 0,34 auf 3,25 Gewichtsprozent
- F: Anstieg des Verhältnisses F/Cl von 3,6 auf 22,5
- Th: von 52 auf 280 ppm, bei gleichzeitigem Anstieg des Verhältnisses Th/U von 6 auf 40
- Seltene Erden: generell sehr starke Anreicherung (von 3730,7 ppm auf 10372,3 ppm), insbesondere der LREE:
  - La: von 608 ppm auf 2670 ppm
  - Ce: von 1687 auf 5130 ppm

## Vorkommen
- Angola:
  - Bailundo bei Mungo
- Australien:
  - Gifford Creek, Western Australia – Ectasium – 1250 Millionen Jahre BP
- Brasilien:
  - Barra do Itapirapua
- Burundi:
  - Matongo
- Volksrepublik China:
  - Miaoya, Hubei – Capitanium – 265 Millionen Jahre BP
- Finnland:
  - Sokli
- Gabun:
  - Mabounie
- Indien:
  - Amba Dongar, Gujarat – Danium – 65 ± 0,3 Millionen Jahre BP
  - Newania
  - Sornu-Dandali, Rajasthan
- Kanada:
  - Saint-Honoré
- Kapverdische Inseln:
  - Santiago
  - São Vicente

- Kenia:
  - Mount Homa
- Malawi:

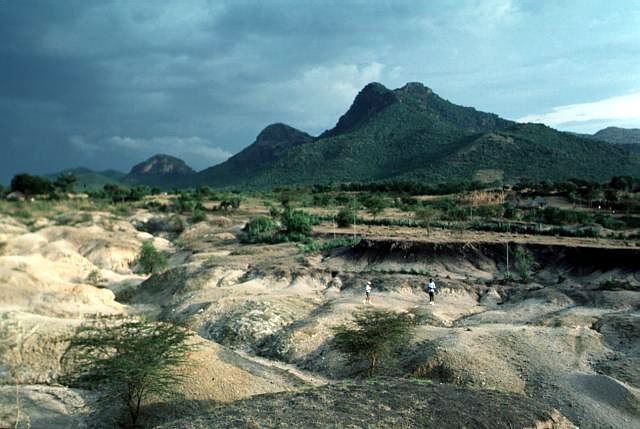
Der Karbonatitvulkan Mount Homa in Kenia

  - Chilwa-Insel – Hauterivium – 136 ± 7 Millionen Jahre BP
  - Kangankunde
- Namibia:
  - Epembe
  - Lofdal
  - Swartbooisdrif – Stenium – 1140 bis 1120 Millionen Jahre BP
- Neuseeland:
  - Haast River – Chattium – 25 Millionen Jahre BP
- Norwegen:
  - Fen-Komplex, Telemark
- Oman:
  - Hatta (Transformstörung)
- Russland:
  - Chibini, Halbinsel Kola – Famennium – 366 ± 47 Millionen Jahre BP
  - Golf von Kandalakscha, Halbinsel Kola
  - Kowdor, Halbinsel Kola
- Sambia:
  - Nkombwa Hill – Cryogenium – 679 ± 25 Millionen Jahre BP
- Vereinigte Staaten von Amerika:
  - Elk Creek, Nebraska
- Vietnam:
  - Nam Xe (Nord und Süd), bei Laichau – Rupelium – 31,6 bis 30,2 Millionen Jahre BP